# Brattfjellet
Das Brattfjellet (norwegisch für Steiler Berg) ist ein 2510 m hoher Berg im ostantarktischen Königin-Maud-Land. Er ragt südlich der Bleikskoltane am südöstlichen Ende des Gebirges Sør Rondane auf.
Wissenschaftler des Norwegischen Polarinstituts benannten ihn 1988 deskriptiv.